# Tori (Estonia)
Tori – miasteczko (est. alevik) w prowincji Parnawa w Estonii. Ośrodek administracyjny gminy Tori. Leży nad rzeką Parnawą, 27 km od miasta Parnawa.
W mieście znajduje się stacja kolejowa na linii Tallinn – Parnawa oraz wybudowany w latach 1852-54 kościół.

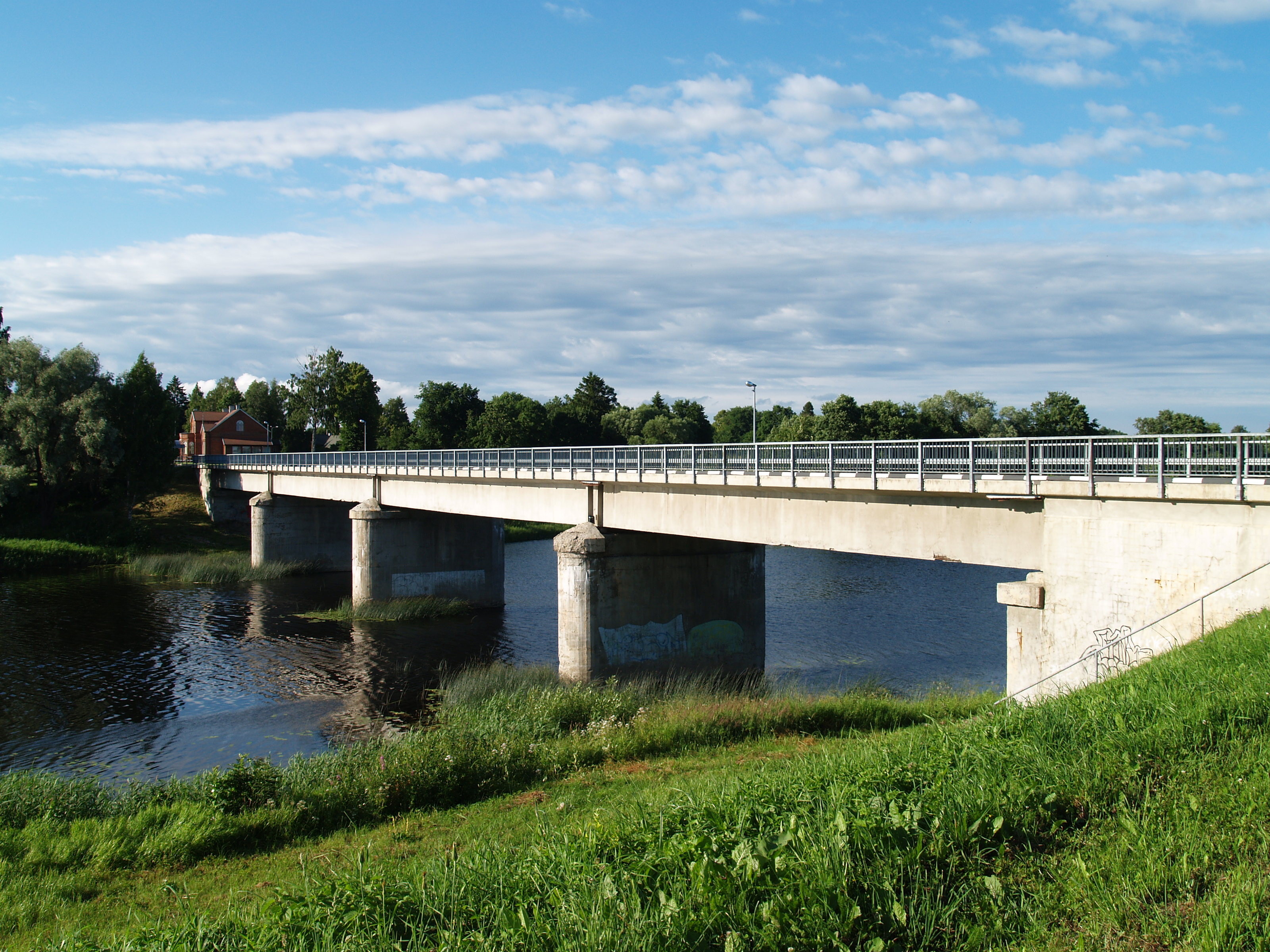
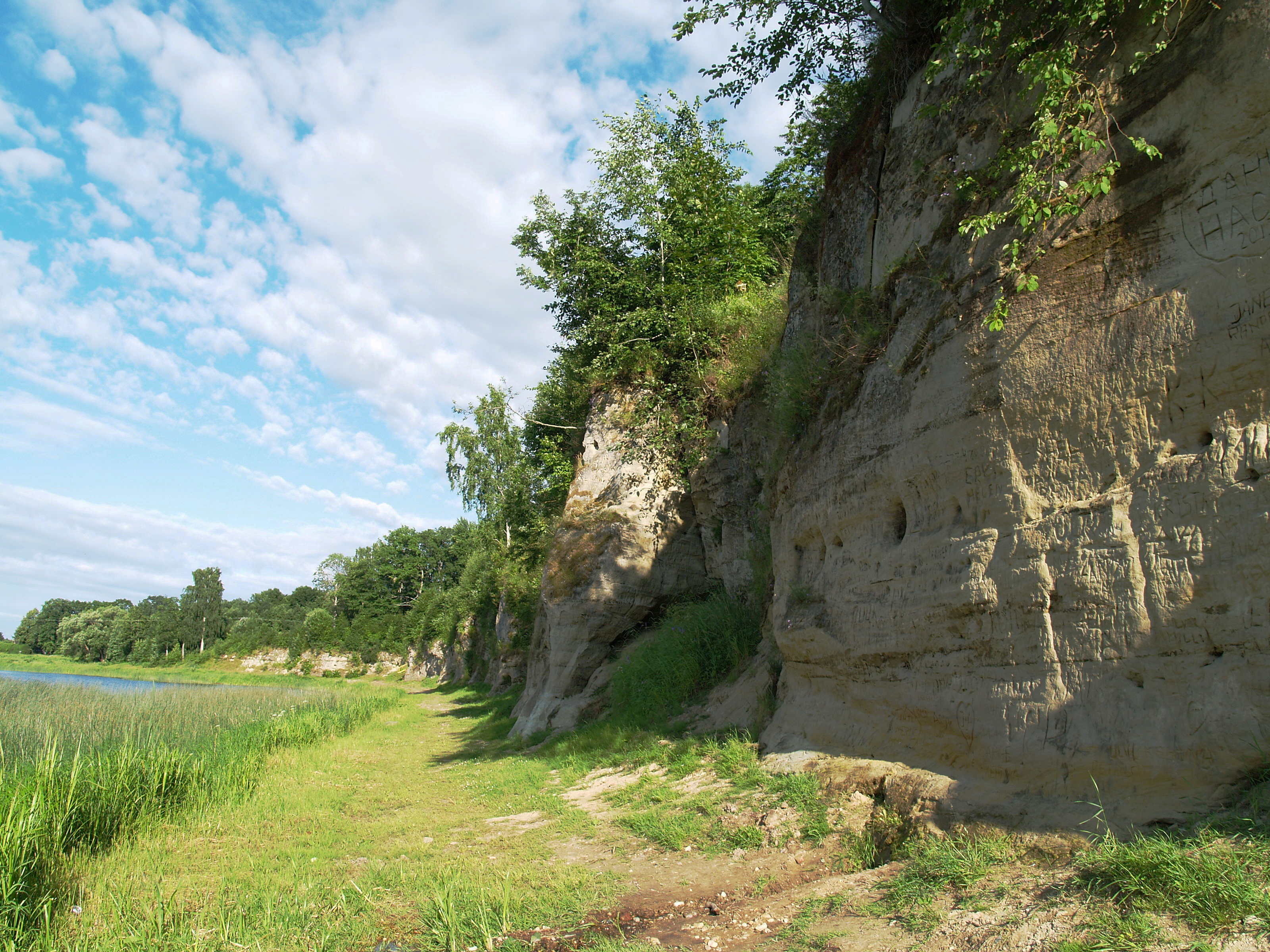
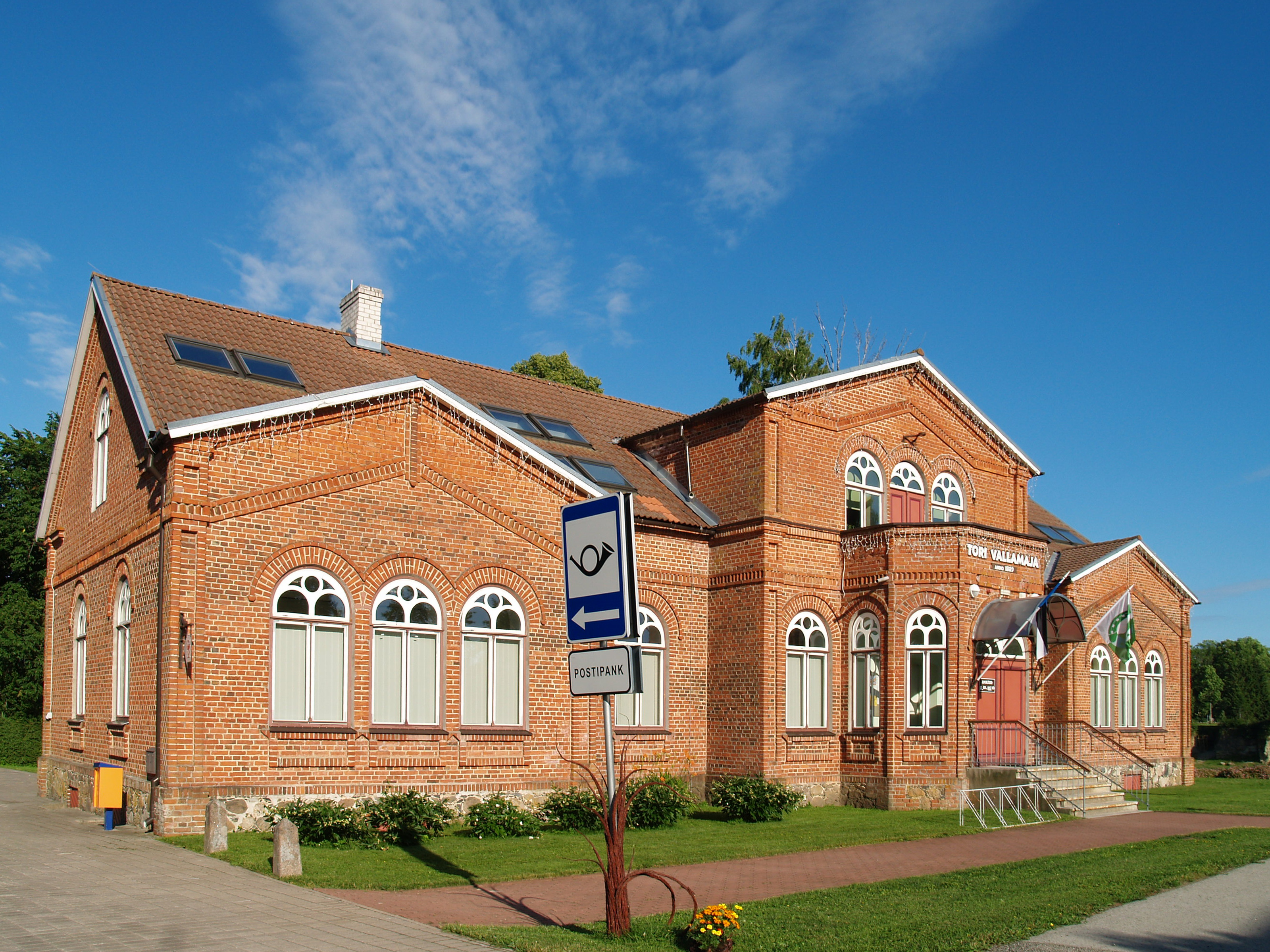
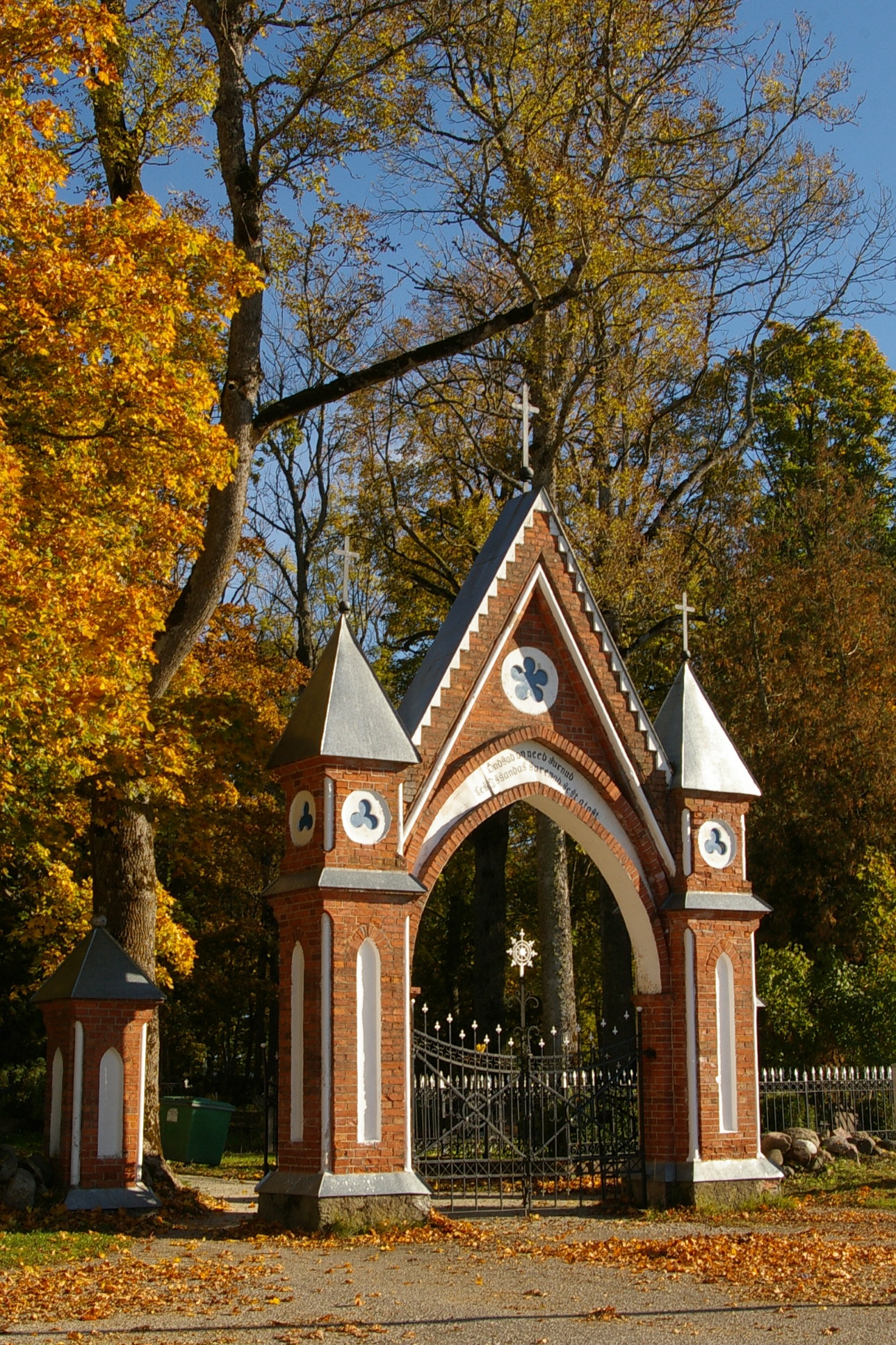